# گوآکاموله
گوآکاموله (US: ‎/ɡwɑːkəˈmoʊliː/‎; اسپانیایی: [wakaˈmole] یا  ɡwakaˈmole (راهنما·اطلاعات)) یک سس با پایهٔ آووکادو می‌باشد که به دست آزتک‌های مکزیکی درست شده است. افزون بر بکار بردن آن در خوراک‌های مکزیکی، گوآکاموله همچون دیپ، سالاد، مزه یا چاشنی وارد آشپزی آمریکایی شده‌است. به‌طور سنتی، گوآکاموله با له کردن آووکادوی رسیده به وسیلهٔ مولکاچته و نمک دریایی درست می‌شود. در برخی از دستورهای تهیه، گوجه فرنگی، پیاز، چیلی، سیر، لیمو، گشنیز یا دیگر چاشنی‌ها به کار برده می‌شود.